# Viagem interestelar

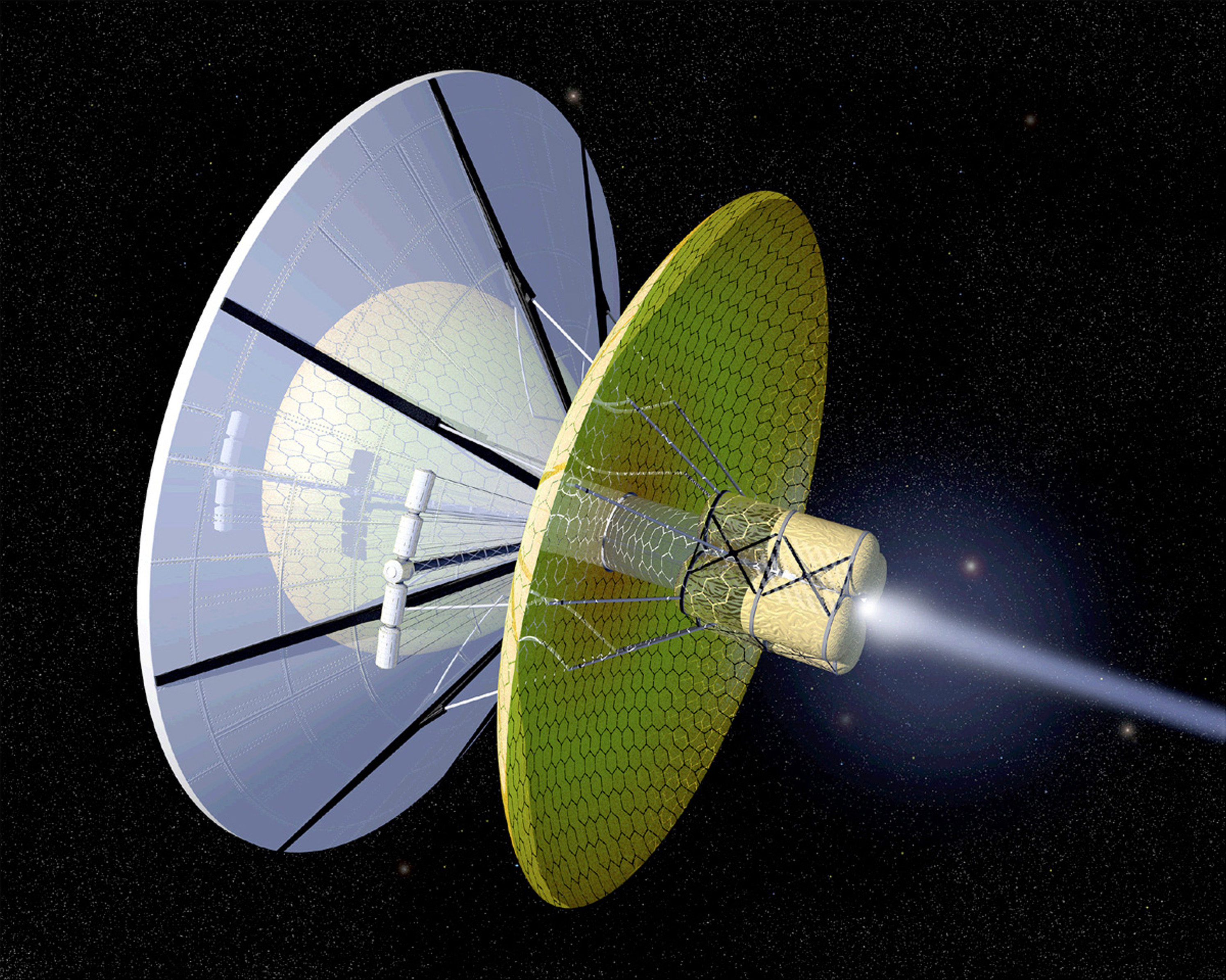
Um Bussard ramjet, em concepção artística da NASA.

Viagem interestelar é, na ficção científica, uma viagem não-tripulada ou tripulada entre as estrelas, embora o uso do termo geralmente denote a última. O conceito de viagem interestelar em espaçonaves é uma matéria-prima básica da ficção científica. Há uma tremenda diferença entre viagem interestelar e viagem interplanetária, principalmente devido às distâncias muito maiores envolvidas.
Como um objetivo prático, a viagem interestelar tem sido ferozmente debatida por vários cientistas, autores de ficção científica, hobbistas e entusiastas.
Muitos artigos científicos têm sido publicados sobre conceitos correlatos. Dado suficiente tempo de viagem e trabalho de engenharia, viagem interestelar não-tripulada e geracional parece ser possível, embora represente um desafio tecnológico e econômico considerável, improvável de ser resolvido (particularmente no tocante a veículos tripulados) ainda por algum tempo. A NASA tem estado engajada em pesquisa sobre estes tópicos por vários anos e tem acumulado certo número de abordagens teóricas.

## As dificuldades da viagem interestelar
A viagem interestelar apresenta uma série de dificuldades. Há todas as dificuldades da viagem interplanetária, a incluir vácuo quase total, radiação, micrometeoroides e imponderabilidade, além do confinamento, isolamento e solidão que os nossos viajantes interestelares teriam que enfrentar. Estas dificuldades parecem ser solúveis; enviaram-se missões robóticas a cada planeta do Sistema Solar, humanos à Lua, e fizeram-se planos de missões tripuladas a Marte durante anos. A viagem interestelar é enormemente mais difícil pelas distâncias milhões de vezes maiores às estrelas vizinhas. Viagens intergalácticas teriam distâncias ainda outro milhão de vezes maiores do que as viagens interestelares.

### Distâncias Interestelares
Distâncias astronômicas são números extremamente gigantescos, assim quando nos referimos a elas não usamos Quilômetros, mas por exemplo entre os planetas do Sistema Solar são medidas em unidades astronômicas (UA), que foi definida como a distância média entre o Sol e a Terra, cerca de 1,510⁸ quilômetros. Netuno, o planeta mais distante da Terra, está a 29,8 UA de distância. Quando nos referimos a estrelas, essas distâncias aumentam quase exponencialmente, a estrela mais próxima do sistema solar é Proxima Centauri, que está a aproximadamente 268.332 UA de distância, ou mais de 9.000 vezes distante do que Netuno. Ou seja, se fizéssemos uma viagem para essa estrela na velocidade da luz (A luz no vácuo viaja cerca de 300.000 quilômetros por segundo, levaríamos cerca de 4,24 anos para chegar até ela.
Pelo fato das estrelas estarem muito distantes, essas medidas são representadas em anos-luz (que é definidos como a distância que a luz viaja no vácuo em um ano juliano) ou também parsecs (que é 3,26 anos-luz, ou seja, a distância na qual a paralaxe estelar é exatamente um segundo de arco).
A nave espacial de maior velocidade já enviada em uma missão espacial, a Voyager 1, cobriu 1/600 de um ano-luz em 30 anos e atualmente está se movendo a 1/18.000 da velocidade da luz. Nesse ritmo, uma viagem para Proxima Centauri levaria 80.000 anos.

### Energia Necessária
Um problema que se mostra aparente é o da energia necessária para uma viagem tão longa, de acordo com Brice N. Cassenti, professor associado ao Departamento de Engenharia e Ciencia do Instituto Politécnico Rensselaer, seriam necessários pelo menos 100 vezes a energia que o planeta produz em um ano para fazermos uma viagem até a estrela mais próxima, e essa seria apenas a energia suficiente para esta estrela, que está a 4,24 anos-luz da terra, no entanto, planetas com caracteristicas similares a Terra e estando na zona habitável da estrela ainda não foi detectado a pelo menos 50 anos-luz de distância.

### O Meio Interestelar
Para realizar uma viagem desse tipo é necessário conhecer bem as propriedades do gás interestelar e da poeira através dos quais a nave deve atravessar. Um grande problema com viagens em velocidades extremamente altas é que a poeira interestelar pode causar danos consideráveis à nave. Vários métodos de blindagem para diminuir esse problema foram propostos nos últimos anos, mas muitas perguntas permanecem abertas e devido à distribuição heterogênea da matéria interestelar durante a viagem tanto a sua densidade quanto o seu tamanho podem variar, grãos macroscópicos são menos comuns de serem encontrados, contudo são mais destrutivos, e tudo isso precisa ser levado em consideração.

### Perigos
Em uma viagem interestelar muitas variáveis precisam ser consideradas quando se analisa o risco à tripulação da nave. Eles enfrentariam vários perigos significativos, incluindo os efeitos psicológicos devido ao isolamento de longo prazo, efeitos da exposição à radiação ionizante direta do universo pois não teriam mais a proteção natural do planeta Terra, efeitos fisiológicos como o detrimento muscular (pela falta da força gravitacional), articulações, ossos e sistema imunológico também devem ser afetados. Como discutido na seção anterior existe ainda o risco de algum impacto com poeira e/ou detritos espaciais. Todos esses riscos representam desafios que ainda precisam ser pensados profundamente.

### Viagem tripulada vs. Viagem não-tripulada
A massa de uma nave capaz de transportar humanos seria muitas ordens de grandeza maior que a de uma nave ou sonda espacial não-tripulada. Como exemplo, podemos citar as diferenças entre a primeira sonda espacial, Luna I, que pesava 361 kg e a primeira nave a levar um ser vivo (cadela Laika), o Sputnik 2, que pesava 508,3 kg. Isso, claro, é apenas um exemplo. As diferenças, no caso de uma viagem interestelar seriam enormes, pois as distâncias e o tempo envolvido seriam muito maiores. Além disso, uma nave tripulada exigiria um sistema fechado de suporte biológico.

## Tipos de viagem interestelar
Há dois tipos de viagem interestelar. Um é a viagem interestelar lenta, que já é tecnologicamente possível, mas que exige um grande intervalo de tempo, muitas vezes superior à expectativa de vida dos seres humanos. Outro é a viagem interestelar rápida, que ainda não é tecnologicamente possível , mas que poderia ser concretizada com futuros avanços técnicos e descobertas científicas.

### Viagem interestelar lenta
Uma viagem interestelar lenta normalmente faria uso de tecnologias de propulsão já disponíveis. Como resultado, tais viagens seriam extremamente longas, com duração variando de cem a milhares de anos. Viagens tripuladas lentas poderiam ser usadas como viagens de ida para o estabelecimento de colônias. Mesmo assim, o longo tempo da viagem seria um obstáculo imenso por si só. Seguem algumas propostas para contornar o problema:

#### Naves multigeracionais
Uma nave (multi)geracional seria uma espécie de arca interestelar. Os viajantes viveriam normalmente durante a viagem. A tripulação que chegaria ao destino seria formada por descendentes daqueles que deixaram a Terra.
Mas a possibilidade de criação de naves multigeracionais é pequena, por que elas apresentam grandes problemas. Elas teriam que ser muito grandes; pesariam tanto que teriam que ser construídas em órbita, o que seria muito caro. Outra exigência de uma nave multigeracional é a existência de um sistema fechado de suporte biológico, uma espécie de habitat artificial. Ecossistemas fechados, como a Biosfera 2 foram construídos com o intuito de estudar tal possibilidade. Os resultados, porém, têm sido insatisfatórios, e a um alto custo.
Além disso, naves multigeracionais teriam outros problemas biológicos e sociais. Estimativas quanto ao número de tripulantes variam, mas o menor valor proposto é de 180. Uma população tão pequena seria bastante suscetível à deriva genética, o que colocaria o pool de genes abaixo dos níveis seguros. Dada a possibilidade de uma viagem com milhares de anos de duração (mais longa que a existência das civilizações humanas), há o sério risco de que a população que chegar ao destino não faça o que havia sido planejado; há também a possibilidade de se esquecerem que estão numa nave multigeracional. Na pior das hipóteses, a tripulação pode ter caído no barbarismo. Tais possibilidades foram exploradas por vários autores de FC, como Robert A. Heinlein num romance em dois volumes chamado Órfãos do Céu (Orphans of the Sky), e E.C. Tubb em Star Ship.

#### Animação suspensa
Tanto cientistas quanto escritores de ficção científica propõem várias técnicas de animação suspensa. Dentre essas, destacam-se os possíveis usos de hibernação humana e preservação criogênica. Atualmente, nenhuma das técnicas propostas está disponível, mas elas são preferidas pelos que defendem o uso de naves-dormitório, nas quais os passageiros ficariam inertes durante os longos períodos de tempo de uma viagem interestelar.

#### Expectativa de vida estendida
Uma outra possibilidade é a abordagem defendida por Aubrey de Gray. Segundo ele, seria possível estender a expectativa de vida humana até milhares de anos, através do uso de engenharia preventiva ou reparativa em nível celular. Tal técnica, entretanto, ainda não está disponível, e é pouco provável que tenha sucesso.
Isso possibilitaria uma única tripulação numa viagem interestelar, mas os efeitos psicológicos e biológicos de uma viagem tão longa ainda seriam um problema sem solução.

#### Embriões congelados
Uma missão espacial robótica que carregasse certo número de embriões humanos é outra possibilidade teórica. Esse método de colonização espacial requer, entre outras coisas, o desenvolvimento de um meio artificial que simulasse as condições do útero, o que permitiria uma gestação. Além disso, seria necessário um maior desenvolvimento da robótica. Há ainda o problema de como educar crianças que se desenvolveriam a uma distância tão grande da Terra que a comunicação entre a nave e o nosso planeta levaria anos ou mesmo vários séculos. Também devemos nos perguntar como explicaríamos a tal indivíduo o que ele deveria fazer, isto é, qual seria sua missão. A questão psicológica, portanto, ainda persistiria nesta abordagem.

### Viagem interestelar rápida
A ideia de naves capazes de alcançar as estrelas rapidamente (em relação à expectativa de vida humana) é bastante atrativa. Entretanto, isso requer algum tipo exótico de propulsão ou mesmo uma Física exótica.

#### Viagem Sublumínica

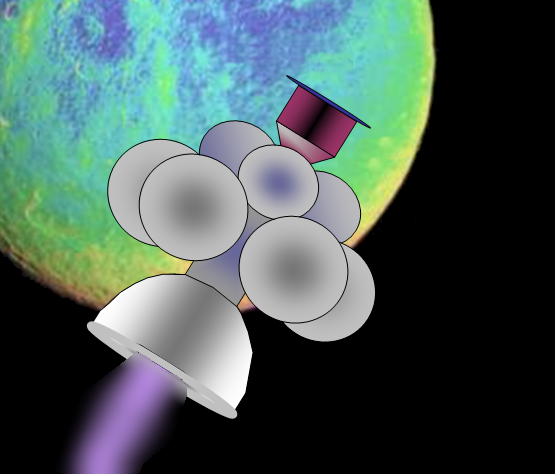
Concepção artística de uma nave interestelar tipo Daedalus, movida a fusão nuclear e capaz de atingir 10% da velocidade da luz.

Se uma espaçonave fosse capaz de viajar a uma velocidade média equivalente a 10% da velocidade da luz, seria possível alcançar Proxima Centauri em quarenta anos. Diversos sistemas de propulsão seriam capazes disso, mas nenhum deles é economicamente viável.

#### Conceitos sobre foguetes
Toda a eficiência de um foguete será limitada pela equação de foguete de Tsiolkovski, que quantifica a velocidade adicional que um foguete pode ter em função da massa de combustíveis consumidos e da velocidade de escape de gases envolvidos no processo.
Devido a uma alta troca de calor durante o trajeto de um foguete numa viagem percorrendo grandes dimensões, o aquecimento das peças seria inevitável, fazendo com que o maior desafio de engenharia para a construção de foguetes interestelares seja o tratamento do calor, isto é, fazer com que os exaustores não transfiram tanto calor de volta para o foguete.

#### Motor iônico
A mesma tecnologia usada na sonda Deep Space, a propulsão iônica utiliza feixes luminosos incidindo sobre gases como argônio ou xenônio, acelerando seus íons até velocidades altíssimas, o que aceleraria um foguete pela conservação de momento.

#### Motores nucleares
Tal como foi utilizado no Programa Voyager, os propulsores nucleares se baseiam em utilizar um elemento radioativo para gerar calor, e enfim converter a energia térmica em energia mecânica, movimentando a espaçonave. Existem controvérsias em relação ao uso de motores nucleares em foguetes, pois caso haja algum tipo de acidente durante seu lançamento os danos seriam amplificados, tal como houve o risco real de um acidente com o satélite soviético Kosmos 1402.
Para tornar os foguetes baseados em motores nucleares mais seguros, pensa-se no conceito de lançá-los até o espaço para só então acionar o motor que funciona baseado na fissão nuclear.

#### Propulsão independente de combustível
Um dos principais desafios na elaboração de meios de transporte interestelares que envolvem foguetes é a necessidade de comportar combustível, tornando-os muito massivos de acordo com a equação do foguete de Tsiolkovsky. Por isso, existem uma série de propostas para contornar este problema:
- EmDrive

O EmDrive é um conceito para um propulsor de cavidade ressonante de rádio que se diz ter aplicações potenciais como um propulsor de espaçonave. Supostamente, ele seria capaz de gerar impulso ao refletir as microondas dentro do dispositivo, violando a lei de conservação do momento e outras leis da física. O dispositivo que tem sido frequentemente referido pela mídia como o “Motor Impossível” foi introduzido em 2001 por Roger Shawyer. O último teste realizado em um protótipo construído pelo Laboratório de Física Avançada de Propulsão da NASA concluiu que o motor de fato não funciona.
- Motor helicoidal

Sugerido em 2019 pelo cientista da NASA Dr. David Burns, o conceito de motor helicoidal utilizaria um acelerador de partículas para acelerar as partículas até perto da velocidade da luz. Como as partículas que viajam a tais velocidades adquirem mais massa, acredita-se que este acréscimo de massa poderia criar aceleração. De acordo com Burns, a nave espacial atingiria, teoricamente, 99% da velocidade da luz.
- Ramjet interestelar

Em 1960, Robert W. Bussard propôs o Bussard ramjet, um enorme foguete que coletaria o hidrogênio difuso no espaço interestelar e consumiria-o através de uma reação em cadeia próton-próton. Cálculos posteriores com estimativas mais precisas sugerem que o impulso gerado seria menor do que o arrasto causado por qualquer projeto de escopo concebível. No entanto, a ideia é atraente porque o combustível seria coletado na rota de modo que a embarcação poderia teoricamente acelerar para se aproximar da velocidade da luz. A limitação se deve ao fato de que a reação só pode acelerar o propulsor até 0,12c. Assim, o arrastamento da captação de poeira interestelar e o impulso de acelerar essa mesma poeira para 0,12c seria o mesmo quando a velocidade é de 0,12c, impedindo maior aceleração.
- Propulsão por energia irradiada

Uma vela “de luz” ou uma vela magnética acionada por um laser ou acelerador de partículas poderia potencialmente atingir velocidades ainda maiores do que foguete, pois não precisaria carregar seu combustível. Portanto, só precisaria acelerar a carga útil da embarcação. Robert L. Forward propôs um meio de desacelerar uma vela de luz interestelar de 30 quilômetros no sistema estelar de destino sem exigir a presença de uma matriz de laser nesse sistema. Neste esquema, uma vela secundária de 100 quilômetros é colocada na parte traseira da nave espacial, enquanto a vela principal de grande porte é destacada da embarcação para continuar avançando por si mesma. A luz é refletida da grande vela primária para a vela secundária, que é usada para desacelerar a vela secundária e a carga útil da espaçonave. Em 2002, Geoffrey A. Landis, do centro de pesquisa Glen da NASA, também propôs um navio a laser, que hospedaria uma vela de diamante (de poucos nanômetros de espessura) alimentada com o uso de energia solar. Com esta proposta, este navio interestelar seria, teoricamente, capaz de atingir 10% da velocidade da luz. 
Uma vela magnética também poderia desacelerar em seu destino sem depender do combustível transportado ou de um feixe de acionamento no sistema de destino, interagindo com o plasma encontrado no vento solar da estrela de destino e no meio interestelar. 

#### Transmissão ou Teletransporte
Se entidades físicas pudessem ser transmitidas como informação e reconstruídas no local de destino, uma viagem exatamente a velocidade da luz seria possível. Note, porém, que de acordo com a Relatividade Geral, a informação não pode viajar mais rápido que a luz. Mesmo assim, o tempo de viagem teria uma redução drástica. Para observadores terrestres, a duração da viagem seria mínima, mas para os próprios viajantes seria instantânea.
Como codificar, enviar e reconstruir uma descrição átomo-por-átomo de, digamos, um ser humano é algo que ainda não se tem ideia de como fazer. Se nem mesmo o problema do teleporte de coisas inanimadas foi resolvido, quais não seriam as dificuldades de fazer isso com seres vivos?
Pode ser que enviar um software que, para todos os efeitos, replicaria as funções neurais de uma pessoa seria o bastante, mas ainda há muitos aspectos neurológicos da mente humana que são desconhecidos pela Ciência. Mesmo se o envio de tal software fosse possível, seria necessário o uso de um receptor e/ou reconstrutor que teria que ser mandado para o destino de um modo mais ortodoxo.

#### Viagem Superlumínica
Cientistas e autores postularam uma série de maneiras pelas quais pode ser possível superar a velocidade da luz, mas mesmo os mais sérios são altamente especulativos.
Também é discutível se é fisicamente possível viajar mais rápido que a luz, em parte devido a preocupações de causalidade: viajar mais rápido que a luz pode, sob certas condições, permitir viajar para trás no tempo dentro do contexto da relatividade especial. Os mecanismos propostos para viajar mais rápido que a luz dentro da teoria da relatividade geral exigem a existência de matéria exótica e não se sabe se isto poderia ser produzido em quantidade suficiente.

#### Buraco negro artificial
Uma ideia teórica para permitir viagens interestelares é propulsar uma nave estelar criando um buraco negro artificial e usando um refletor parabólico para refletir sua radiação Hawking. Embora estar além das capacidades tecnológicas atuais, uma nave movida por um buraco negro oferece algumas vantagens em comparação com outros métodos possíveis. Fazer com que o buraco negro atue como fonte de energia e motor também requer uma maneira de converter a radiação Hawking em energia e empuxo. Um método potencial envolve colocar o buraco no ponto focal de um refletor parabólico acoplado ao navio, criando impulso para frente. Um método um pouco mais fácil, mas menos eficiente, envolveria simplesmente absorver toda a radiação gama em direção à frente da embarcação para empurrá-la para a frente, e deixar o resto disparar para trás.

#### Buraco de minhoca
Buracos de minhoca são distorções conjecturáveis no espaço-tempo que os teóricos postulam poderiam conectar dois pontos arbitrários no universo. Não se sabe se os buracos de minhoca são possíveis na prática. Embora existam soluções para a equação de Einstein de relatividade geral que permitem esses fenômenos, todas as soluções atualmente conhecidas envolvem alguma suposição, por exemplo, a existência de massa negativa, que pode não ser física. No entanto, Cramer et al. argumentam que tais buracos de minhoca podem ter sido criados no universo primitivo. A teoria geral dos buracos de minhoca é discutida por Visser no livro Lorentzian Wormholes.

##### Dobra Espacial
A Dobra Espacial (ou Propulsão  Alcubierre) é a mais famosa forma de propulsão interestelar apresentada, que consiste em um modelo matemático teórico para uma forma de viagem espacial mais rápida que a luz, utilizada e popularizada na série de ficção científica Jornada nas Estrelas.
Em 1994, o físico mexicano Miguel Alcubierre propôs um método de alongamento do espaço em uma onda que, em teoria, poderia fazer com que o tecido do espaço à frente de uma nave espacial se contraia, enquanto que o tecido que está atrás da nave se expanda. A nave se deslocaria surfando esta onda dentro de uma região conhecida como bolha de dobra, onde as características normais do tecido espaço-tempo se manteriam inalteradas. Uma vez que a nave não estaria se movendo dentro desta bolha, mas transportada junto com ela, os efeitos de dilatação do tempo previstos pela Teoria da Relatividade Especial não se aplicariam à nave, mesmo com a altíssima velocidade de deslocamento em relação ao espaço normal em volta da nave. Além disso, esse método de viagem não implica realmente em se deslocar mais rápido que a luz, uma vez que no interior da bolha, a luz continuaria a ser mais rápida que a nave.
Assim, a Propulsão Alcubierre não contradiz a alegação tradicional da relatividade que proíbe  que um objeto com massa seja mais rápido que a luz.
Muitos críticos contestam a possibilidade real de se criar uma bolha de dobra devida a energia necessária que seria equivalente a massa de Júpiter, mas recentemente o  Dr. Harold White , Chefe do Tema de Propulsão Avançada do Engineering Directorate da NASA encontrou a solução que muda o jogo completamente. White descobriu que a energia necessária é muito menor do que se pensava. Se for otimizada a espessura da dobra espacial e “oscilar sua intensidade para reduzir a rigidez do espaço tempo,” será possível reduzir a quantidade de combustível para uma tangível: em vez de uma bola de matéria exótica do tamanho de Júpiter, será preciso apenas 500 kg para “mandar uma bolha de 10 metros a uma velocidade efetiva de 10 c”.
Outra crítica que tornaria a dobra espacial apenas teórica foi que necessitaria de matéria exótica e não se sabe se realmente exite, mas Harold Sony White e Eric W. Davis descreveram que uma densidade de energia positiva toroidal pode resultar em uma região de pressão negativa, esférica, eliminando possivelmente a necessidade de matéria exótica real
Ainda outra crítica que tornaria a dobra espacial apenas teórica foi que não seria possível desligar a bolha de dobra pois os fótons não se comunicam com a bolha, mas parece que um recente estudo que seria ruim na realidade é uma boa notícia: a bolha de dobra é instável,uma propriedade da mecânica quântica chamada de tensor de momento-energia renormalizado, tenderia a aumentar descontroladamente nas regiões dobradas acima da velocidade luz, fazendo com que a dobra seja destruída. Em outras palavras a bolha precisa ser ativamente mantida e se desfaz assim que a nave para de mantê-la. Assim, mesmo sem conseguir afetar o espaço exterior à bolha, a nave consegue desligá-la (e se há algum problema, a nave não continua a viajar até o infinito como em Tau Zero).

## Alvos
O projeto Starshot, liderado pelo cientista britânico Stephen Hawking e pelo bilionário russo Yuri Milner, pretende levar uma espaçonave de tamanho pequena, impulsionada por laser, a uma velocidade a 20% da velocidade da luz, para visitar o sistema Alpha Centauri.
Em fevereiro de 2017, a NASA anunciou que seu Telescópio Espacial Spitzer havia revelado sete planetas de tamanho terrestre no sistema TRAPPIST-1 orbitando uma estrela anã ultra-fria a 40 anos-luz do Sistema Solar. Três desses planetas estão firmemente localizados na zona habitável, a área ao redor da estrela mãe onde é mais provável que um planeta rochoso tenha água líquida. A descoberta estabelece um novo recorde para o maior número de planetas de zona habitável encontrados em torno de uma única estrela fora do Sistema Solar. Todos estes sete planetas poderiam ter água líquida - a chave da vida como a conhecemos - sob as condições atmosféricas certas, mas as chances são maiores com os três na zona habitável. 
Atualmente, quase 5000 exoplanetas já foram descobertos em mais de 3000 sistemas planetários. Os planetas do sistema TRAPPIST-1 mencionados anteriormente fazem parte de uma lista de mais de 50 outros planetas que se encontram na zona habitável de suas respectivas estrelas centrais.

## Missão sem Benefício Humano
Para um planeta ser propicio ao surgimento de vida ele deve passar por bilhões de anos estando em condições propicias a vida, no entanto esse é um feito nem um pouco simples, a missão Genesis tem como o objetivo cortar alguns bilhões de anos desses planetas levando a eles sondas com vidas em estágios unicelulares de modo a dar um impulso inicial a esses planetas.
Essa missão não teria benefício humano pelo fato de que a humanidade já teria deixado de existir quando essas sondas enfim chegassem ao seus destinos.

## Design e Estudos

### Projeto Hyperion
O Projeto Hyperion foi lançado em dezembro de 2011 por Andreas Hein e fazia parte de um projeto maior, chamado Icarus Interstellar (fundação sem fins lucrativos cuja missão é realizar o voo interestelar tripulado antes de 2100). Tal projeto (Hyperion) visava obter um estudo preliminar que tornasse possível a reflexão acerca dos conceitos pertinentes à construção, viabilidade e implementação de uma nave interestelar tripulada. Este estudo durou cerca de dois anos e foi baseado principalmente nas discussões de um grupo de alunos da Universidade Técnica de Munique. Posteriormente, os membros da equipe passaram a participar de um projeto maior, o de Navios Interestelares, que é parte da Iniciativa para Estudos Interestelares (ONG britânica), e apresentaram também os seus resultados no Workshop Interestelar da ESA (Agência Espacial Europeia) em 2019, bem como no Jornal Acta Futura da ESA .

### Nave Enzmann
Em 1964, foi proposto por Dr. Robert Enzmann o conceito da Nave Enzmann, que seria uma espaçonave interestelar tripulada. Projetada para possuir cerca de 600 metros de comprimento total (dobro do comprimento do Empire State Building), esta nave conteria motores operados por meio de fusão nuclear. A previsão seria que a espaçonave utilizasse cerca de 12 milhões de toneladas de deutério congelado para alimentar as unidades de propulsão termonuclear. Tal espaçonave seria montada na órbita da Terra como parte de um projeto maior precedido por sondas interestelares e observação telescópica de sistemas estelares alvo. A nave Enzmann poderia funcionar como uma espécie de arca interestelar, sustentando uma tripulação de aproximadamente 200 pessoas, mas com espaço para expansão. Em tese, tal espaçonave atingiria de 9 a 30% da velocidade da luz, c. Se atingisse 30% de c, os efeitos da relatividade seriam mais perceptíveis (comparando a percepção temporal das pessoas na Terra e a bordo da espaçonave), sendo que quem estivesse a bordo perceberia uma passagem menor de tempo do que aqueles que tivessem permanecido na Terra.

### Espaçonave Interestelar de 100 anos
A espaçonave interestelar de 100 anos (do inglês - 100 Year Starship (100YSS)) é um projeto conjunto da Defense Advanced Research Projects Agency (acrônimo DARPA; em português: Agência de Projetos de Pesquisa Avançada de Defesa). Este estudo visa, ao longo do próximo século, trabalhar para tornar possível a realização de viagens interestelares.  Este projeto foi financiado, na verdade, para criar um plano de negócios que ajude a promover a pesquisa científica necessária para este tipo de viagem, e não para a construção real de uma espaçonave em si. Dentro do escopo da 100YSS, possivelmente um laser seria usado para deformar o espaço-tempo em 1 parte em 10 milhões, buscando viabilizar a viagem interestelar.